# Кирова (Ярославская область)
Кирова (на топокарте Кирово) — посёлок в Шашковской сельской администрации Назаровского сельского поселения Рыбинского района Ярославской области .
Посёлок расположен в основном с южной стороны автомобильной дороги Шашково-Тутаев, между Шашково и деревней Алексеевское. Левый берег Волги находится на расстоянии около 1 км к юго-западу, в южном направлении от посёлка идёт дорога к стоящей на берегу Волги деревне Хопылево, бывшему селу с храмом .
На 1 января 2007 года в посёлке Кирова числилось 9 постоянных жителей . Почтовое отделение, расположенное в посёлке Шашково, обслуживает в посёлке Кирова 39 домов .